# Monte Swartley
El monte Swartley (77°15′S 143°12′O / -77.250, -143.200) se encuentra a 1.9 km al este del monte Darling en las  montañas Allegheny de las cordilleras Ford, en la Tierra de Marie Byrd en la Antártida. Fue descubierto mediante reconocimientos aéreos desde la Base Occidental del Servicio Antártico de Estados Unidos (USAS) (1939–41) y fue designado en honor al profesor Stanley Swartley del Allegheny College, Pennsylvania, Estados Unidos.